# Ixodes neuquenensis
Ixodes neuquenensis este o specie de căpușe din genul Ixodes, familia Ixodidae, descrisă de Raul A. Ringuelet în anul 1947. Conform Catalogue of Life specia Ixodes neuquenensis nu are subspecii cunoscute.